# Jag Panzer
Jag Panzer ist eine US-amerikanische Power-Metal-Band aus Colorado Springs.

## Name
Die Band wurde nach dem deutschen Wort Jagdpanzer benannt. Angeblich borgte sich die unter dem Namen Tyrants, als Schülerband gestartete Power-Metal-Band den Namen von einem alten VW Käfer, der in ihrer Nachbarschaft herumstand und auf dessen Rückscheibe das deutsche Wort „Jagdpanzer“ geschrieben stand. Die Bandmitglieder selbst sahen nach eigenen Angaben ihre Inspiration in einem Buch aus der örtlichen Bücherei, in dem ein großer, aggressiv aussehender Panzer mit dem Titel "a Jagdpanzer" abgebildet war. Zwar gefiel ihnen der Name, aber sie hatten Bedenken, dass es schwierig werden könnte, den Namen im Englischen auszusprechen, woraufhin sie das 'd' aus dem Namen entfernten.

## Geschichte
Eine gewisse Bekanntheit erlangte die Band 1984 mit ihrem Debütalbum Ample Destruction, das bis heute als eines der besten US-Power-Metal-Alben der 1980er Jahre gilt.
In den folgenden Jahren hatte die Band mit wechselndem Line-up und Stilrichtungsänderungen (Groove Metal im Stil von Pantera auf dem 1995er Album Dissident Alliance) zu kämpfen, weswegen bis in die 1990er Jahre der Erfolg ausblieb. 1997 kam es zur Reunion des Ample-Destruction-Line-ups, seitdem erfreut sich die Band vor allem im europäischen Heavy Metal Underground wieder zunehmender Beliebtheit.
Nach über zehn Jahren in konstanter Besetzung verließ Chris Broderick die Band im Januar 2008. Jag Panzer fanden schnell in Chris Lasegue Ersatz, der bereits auf dem 1987er Demo Chain of Command zu hören war.
Mitte 2011 wurde auf der Website der Band die Auflösung der Gruppe bekanntgegeben, jedoch kam es bereits im Jahr 2013 zu einer Reunion. 2017 erschien das Studioalbum The Deviant Chord, auf dem wieder Joey Tafolla an der E-Gitarre zu hören ist.

## Diskografie
- 1983: Tyrants (EP)
- 1984: Ample Destruction (Album)
- 1986: Shadow Thief (Demo, 1992 als CD-Bootleg auf Reborn Classics erschienen, nie regulär veröffentlicht)
- 1987: Chain of Command (Demo, 1992 als CD-Bootleg auf Reborn Classics erschienen, 2004 regulär veröffentlicht)
- 1995: Dissident Alliance (Album)
- 1997: The Fourth Judgement (Album)
- 1998: Age of Mastery (Album)
- 2000: Thane to the Throne (Konzeptalbum über Shakespeares Macbeth)
- 2001: Mechanized Warfare (Album)
- 2003: Decade of the Nail Spiked Bat (Neuaufnahmen alter Lieder)
- 2004: Chain of Command (offizielle Veröffentlichung)
- 2004: Casting the Stones (Album)
- 2011: The Scourge of Light (Album)
- 2017: The Deviant Chord (Album)
- 2023: The Hallowed (Album)